# Teekanne

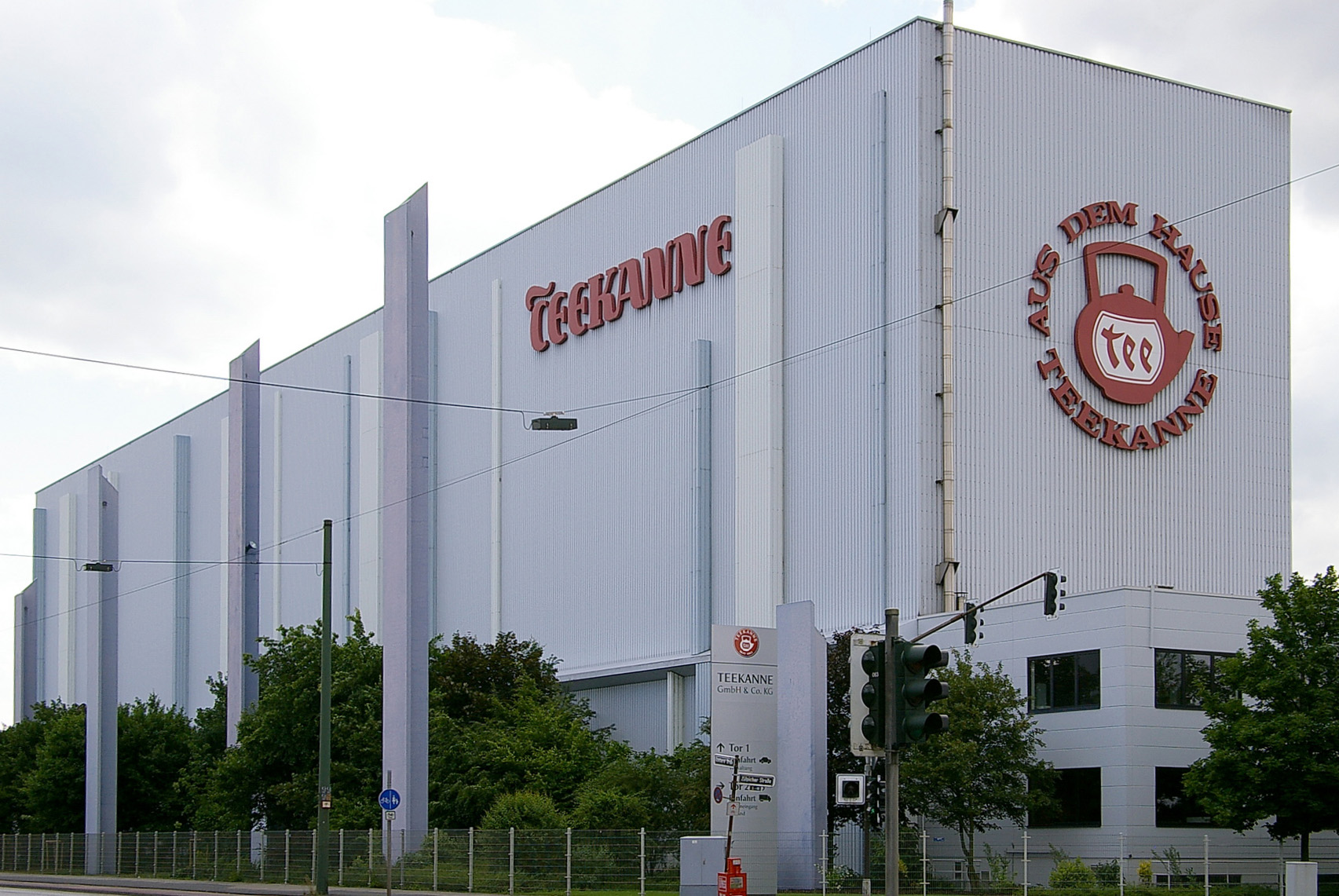
Fábrica de Teekanne GmbH en Düsseldorf.

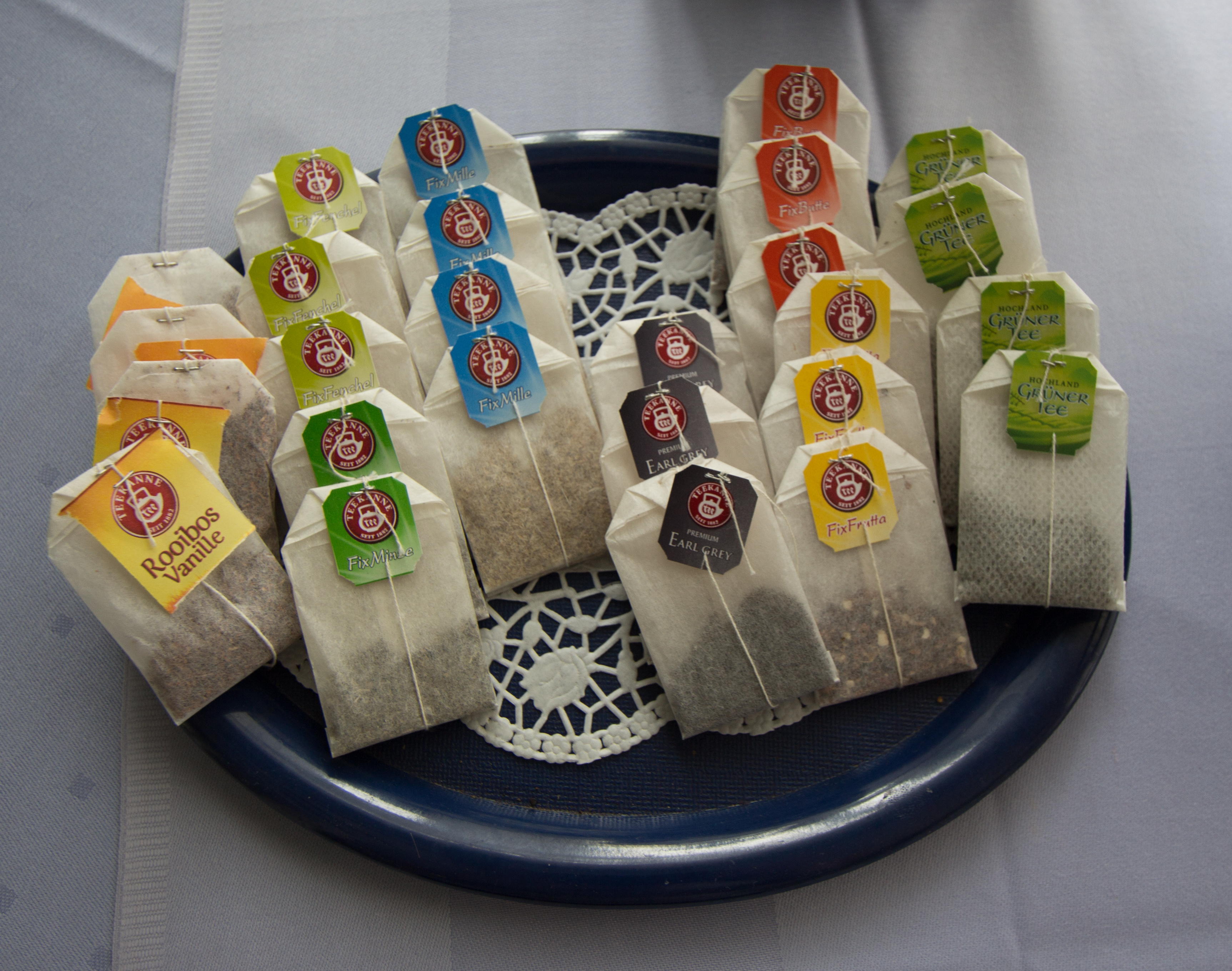
Surtido de bolsitas de té.

Teekanne GmbH & Co. KG es una empresa alemana de comercio de té, con sede en Düsseldorf. En España e Italia, el té se vende bajo la marca Pompadour. 
Los fundadores Rudolf Anders y Eugen Nissle fueron los primeros en vender té en latas y tés ya mezclados de alta calidad. Además, inventaron la bolsita de té hecha a máquina. Hoy, la empresa familiar sigue siendo la empresa líder mundial en la producción de bolsitas de té y produce 7,5 mil millones de bolsitas de té al año.

## La historia
Teekanne, entonces conocida con el nombre de "R.Seelig & Hille", fue fundada el 16 de julio de 1882 en Dresde. En 1888, la compañía cambió su nombre a "Theekanne", antigua ortografía alemana para "Teekanne" (tetera), y registrado como marca. El número de registro 6541 lo convierte en una de las marcas comerciales más antiguas de Alemania que aún existen. Los dos empleados Eugen Nissle y Rudolf Anders compraron la compañía en 1892; la primera en vender té mezclado y envasado. La compañía ha seguido siendo de propiedad familiar desde entonces.
En 1912, registraron la marca de té "Teefix", junto con la marca "Pompadour".
Durante la Primera Guerra Mundial, Teekanne proporcionó a soldados y civiles las llamadas "bombas de té", una porción de té endulzado en pequeñas bolsas de gasa. Estas bolsitas hechas a mano son el precursor de la bolsita de té moderna.
En 1929 se lanza la primera máquina de envasado de bolsas de té en todo el mundo, diseñada por Adolf Rambold, un empleado de la empresa. La máquina "Pompadour" producía 35 bolsas de gasa en un minuto.
En 1931, la siguiente generación, Ernst Rudolf Anders y Johannes Nissle, se hacen cargo del negocio familiar. Anders toma parte en el viaje del LZ 129 Hindenburg en los Estados Unidos en 1937 y muere durante la explosión de Hindenburg en Lakehurst, Estados Unidos.
Durante los últimos días de la Segunda Guerra Mundial, Dresde y la fábrica de Teekanne sufrieron grandes daños. En 1946, la restauración de la empresa comienza en un entorno modesto en Viersen, Alemania, en el Bajo Rin.
En 1948 se funda una empresa para la producción de bolsitas de té, llamada "Teepack". Adolf Rambold se convierte en copropietario y presenta su máquina de bolsas de té totalmente automática, la "Constanta", en 1949. Produce hasta 160 bolsas de té de doble cámara por minuto. La revolucionaria bolsita de té de doble cámara está protegida por patente. 
La compañía traslada sus oficinas centrales a Düsseldorf en 1957.
Se lanza la "Perfecta", versión mejorada de la "Constanta", capaz de producir 400 bolsas de doble cámara en un minuto y se vende en todo el mundo.
Teekanne Austria se fundó en Salzburgo con su propia producción en 1951. En 1996 se hace cargo de la marca sustitutiva del azúcar "Kandisin" en Viena, líder del mercado en Austria.
En 1991, Teekanne vuelve a sus raíces y adquiere Teehaus GmbH (anteriormente VEB Kaffee und Tee), en Radebeul, cerca de Dresde. Esto trae a Teekanne de vuelta a Dresde, su ubicación original.
2006 la tenista alemana Steffi Graf se convierte en la nueva cara y embajadora de marca de Teekanne.
Sesenta años después de que la producción se trasladara a Düsseldorf-Heerdt, Teekanne abrió un nuevo centro de producción.

## Filiales
Las siguientes empresas pertenecen al Grupo Teekanne:
- Teepack Spezialmaschinen GmbH & Co. KG, Düsseldorf, Alemania (1948)
- Teekanne Ges.m.b.H, Salzburgo,  Austria (1951)
- Pompadour Te srl GmbH, Bolzano, Italia (1964)
- Pompadour Iberica S.A, Alicante, España (1985)
- Teehaus GmbH, Radebeul/Dresde, Alemania (1991)
- Teekanne Polska, Cracovia, Polonia (1992)
- Teekanne Cesca, Praga, República Checa (1994)
- Redco Foods Inc., Windsor, Connecticut, Estados Unidos (1995)
  - Junket
  - Red Rose Tea
  - Salada